# Vyšetřování ztráty třídní knihy
Vyšetřování ztráty třídní knihy je druhá hra Divadla Járy Cimrmana. Autorem vlastní hry je Ladislav Smoljak, jako spoluautor je uváděn rovněž fiktivní český vynálezce, filosof a dramatik Jára Cimrman. Hra měla premiéru 8. listopadu 1967 v Malostranské besedě v Praze. Hra patří v rámci Cimrmanova divadla k herecky nejúspornějším, obsahuje pouze 4 jednající postavy, z toho jednu němou.
Do 30. června 2009 se uskutečnilo celkem 1046 představení.

## Obsah hry
Stejně jako většina ostatních představení Divadla Járy Cimrmana, sestává Vyšetřování ztráty třídní knihy ze dvou částí – série odborných referátů, týkajících se života a díla Járy Cimrmana (tentokrát Jára Cimrman jako pedagog), a v druhé části pak ucelenějšího zpracování některého jeho díla – v tomto případě činohry Vyšetřování ztráty třídní knihy.

### Seminář
Skládá se z následujících referátů (v závorce přednášející na videozáznamu ČT / audionahrávce Supraphonu):
- Druhý liptákovský nález (prof. Čepelka – moderátor semináře)
- Osobní vzpomínka (dr. Svěrák)
- Cesta do Haliče (prof. Čepelka)
- Cimrmanova šesterka
  - 1. Futurismus (prof. Smoljak)
  - 2. Separace průtokových poznatků (prof. Čepelka)
  - Pravý dědic Komenského (vsuvka) (dr. Svěrák)
  - 3. Trestání učitele učitelem (dr. Svěrák)
  - 4. Názorné a úlekové fixace (dr. Svěrák)
  - 5. Mimoverbální komunikace (dr. Svěrák; na audionahrávce vypuštěna)
  - 6. Oživlé dřevo (doc. Weigel); původně „Posilování nenávisti k potkanům“
  - 6. Posilování nenávisti k potkanům (ing. Unger) – ze hry vypuštěna po svojí poslední repríze před obnovenou premiérou
- Elastický zeměpis (dr. Svěrák) – ze hry vypuštěno během 80. let
- Hodina fyziky (doc. Weigel)
- Cimrmanova teorie poznání (prof. Smoljak)

Původní součástí semináře byl ještě referát „Elastický zeměpis“ (přednášel dr. Svěrák); ten byl později vypuštěn a na oficiálních záznamech chybí. Byl vydán teprve na kompilaci Zapomenuté věci zapomenutého génia.
Seminář během prvních let prošel určitým vývojem, zejména byly potlačeny různé vtipy a narážky, které mohly narazit na normalizační cenzuru. Názorná fixace odlišnosti měkkého a tvrdého „i“ začala být demonstrována na němčině místo ruštiny, vynechána byla pasáž o opačném stupni známkové hodnocení v Rusku, děj se přesunul do Haliče, Cimrmanova stenografka byla z Nasti T. přejmenována na „neutrální“ Eriku T., zmizely zmínky o marxismu, Ejzenštejnovi apod.

### Hra
Samotná divadelní hra pojednává o marné snaze pedagogického sboru donutit žáky posledního ročníku gymnázia (symbolicky je představuje publikum) k navrácení třídní knihy, k jejímuž zmizení došlo už před sedmi lety. V této snaze se během hry postupně vystřídají všechny čtyři účinkující postavy: Učitel, Ředitel školy, Inspektor a Zemský školní rada. Hra má prvky absurdního divadla a paroduje všeobecnou podlézavost a ustrašenost v hierarchických vztazích (učitel směrem k řediteli, oba směrem k inspektorovi, všichni tři směrem k zemskému radovi).
Také hra byla z cenzurních důvodů upravena – zejména jde o postavu zemského školního rady, který byl původně „ministrem školství“. Kromě toho se drobně upravil text a konec. Např. slavná citace ze hry „7.C, která je na školní exkurzi v pivovaru“ původně v textu nebyla. Původně byla třída 7.C na řepné brigádě. Hra končila tím, že čepice, které pan inspektor hledal, předal Ministr Školství panu Inspektorovi. Ten se podíval na třídu a řekl „Chlapci... to musel sám pan Ministr?!“ později i do původního konce bylo připsáno, že si Ministr vyndal svačinu a Ředitel pobídl žáky, aby si vzali své svačiny a šli na vzduch. Poslední větu měl ale Učitel, který ještě řekl „A Veškrna první šup, šup, šup!!!“ a tím hra skončila.

## Obsazení
Současné obsazení je uvedeno tučně, předchozí obsazení kurzívou.
| Role           | Role                                               | Herci |
| Úvodní seminář | Hra                                                | Herci |
| -------------- | -------------------------------------------------- | --- |
| přednášející*  | učitel                                             | Zdeněk Svěrák 1 2 3 4 5 6 7, Vojtěch Kotek 8 Ladislav Smoljak †                                                   |
| přednášející*  | ředitel                                            | Genadij Rumlena 7 8 Ladislav Smoljak † 1 2 4 5 6, Jan Hraběta, Miloň Čepelka, Jiří Šebánek †                      |
| přednášející   | inspektor                                          | Petr Reidinger 7 8 Genadij Rumlena, Bořivoj Penc †, Jaroslav Weigel † 3 4, Pavel Vondruška † 5, Oldřich Unger † 1 |
| přednášející   | zemský školní rada / ministr školství (do r. 1969) | Miloň Čepelka 1 3 4 7 8 Václav Kotek † 5, Petr Reidinger, Jaroslav Vozáb †, Karel Velebný †                       |
| asistent*      | –                                                  | některý technik DJC (např. Michal Weigel, Marek Šimon, Václav Kotek † 2 4)                                        |

- V případě, že Ladislav Smoljak hrál roli učitele a Jan Hraběta roli ředitele, přednášel Ladislav Smoljak v úvodním semináři své referáty (např. "Teorie poznání") a Jan Hraběta přednášel referáty Zdeňka Svěráka (např. "Mimoverbální komunikace").
- 1 – alternace z audionahrávky kolující po webu (1968)
- 2 – alternace z úryvku předvedeném v představení Cimrman sobě (1991) - pouze recitace básně Školákovo trápení
- 3 – alternace z desky Supraphonu (30. 9. 1991)
- 4 – alternace z audiovizuální nahrávky ČT (1997)
- 5 – alternace z úryvku předvedeném v představení 30 let Divadla Járy Cimrmana (1997)
- 6 – alternace z úryvku předvedeném v představení 40 let Divadla Járy Cimrmana (2007)
- 7 – alternace z audionahrávky kolující po webu (2019)
- 8 – alternace z audionahrávky kolující po webu (2025)
- * tato role je němá